# Санд-Лейк (Нью-Йорк)
Санд-Лейк (англ. Sand Lake) — місто (англ. town) в США, в окрузі Ренсселер штату Нью-Йорк. Населення — 8348 осіб (2020).

## Демографія
Згідно з переписом 2010 року, у місті мешкало 8530 осіб у 3353 домогосподарствах у складі 2505 родин. Було 3673 помешкання
Расовий склад населення:
| - 97,6 % — білих - 0,5 % — азіатів - 0,4 % — чорних або афроамериканців - 0,1 % — корінних американців |

До двох чи більше рас належало 1,1 %. Частка іспаномовних становила 1,5 % від усіх жителів.
За віковим діапазоном населення розподілялося таким чином: 23,1 % — особи молодші 18 років, 64,7 % — особи у віці 18—64 років, 12,2 % — особи у віці 65 років та старші. Медіана віку мешканця становила 43,4 року. На 100 осіб жіночої статі у місті припадало 98,3 чоловіків;  на 100 жінок у віці від 18 років та старших — 96,3 чоловіків також старших 18 років.
Середній дохід на одне домашнє господарство  становив 103 608 доларів США (медіана — 87 259), а середній дохід на одну сім'ю — 116 936 доларів (медіана — 95 104). Медіана доходів становила 53 305 доларів для чоловіків та 51 799 доларів для жінок. За межею бідності перебувало 4,6 % осіб, у тому числі 5,9 % дітей у віці до 18 років та 3,4 % осіб у віці 65 років та старших.
Цивільне працевлаштоване населення становило 4533 особи. Основні галузі зайнятості: освіта, охорона здоров'я та соціальна допомога — 21,3 %, публічна адміністрація — 13,8 %, мистецтво, розваги та відпочинок — 11,2 %, роздрібна торгівля — 10,1 %.